# فنسنت إس. بيريز
فنسنت إس. بيريز هو مصرفي فلبيني، ولد في 26 مايو 1958 في كيزون في الفلبين.